# Dyenmonus nigrifrons
Dyenmonus nigrifrons là một loài bọ cánh cứng trong họ Cerambycidae.